# کیوان زرینه
کیوان زرینه (زادهٔ ۲۶ مهٔ ۱۹۸۵) بازیکن فوتبال سابق ایتالیایی ایرانی‌تبار است.
از باشگاه‌هایی که در آن بازی کرده‌است می‌توان به باشگاه فوتبال لاتینا، باشگاه فوتبال آ.اس. رم، و باشگاه فوتبال یوونتوس اشاره کرد.